# Peter Mehringer
Peter Mehringer   (comtat de Hodgeman, 15 de juliol de 1910 - Pullman, 27 d'agost de 1987) va ser un lluitador i jugador de futbol americà estatunidenc que va competir durant la dècada de 1930.
El 1932 va prendre part en els Jocs Olímpics d'Estiu de Los Angeles, on guanyà la medalla d'or en la competició del pes semipesant del programa de lluita lliure. Tot i que només va perdre dos combats durant la seva carrera, mai va guanyar cap títol nacional. Més que en la lluita, estava interessat en el futbol americà, esport que arribà a jugar professionalment amb els Chicago Cardinals com bloquejador ofensiu.